# فبراير 2007
نوفمبر 2007 هو الشهر الثاني من عام 2007، بدأ يوم الخميس، وأنتهى يوم الأربعاء، وأمتد لثمانية وعشرين يومًا.

## بوابة:أحداث جارية
| \| 1 فبراير 2007 (الخميس) \| عدل \| تاريخ \| راقب \| تصفح \| |     |       |      |      |
| - بوش: "لا أشعر بان الجمهوريين تخلوا عني" بسبب العراق (رويترز) - شرطة الفلبين تقتل مُسلحا يشتبه بأنه نشط إسلامي (رويترز) - المكسيكيون يحتجون وأزمة الخبز تضر بكالديرون (رويترز) - زلزال معتدل يهز جزيرة جاوة في اندونيسيا (رويترز) - اندونيسيا تعلن انفلونزا الطيور كارثة قومية (رويترز) - بيريتس يقول 2007 عام حاسم لمواجهة برنامج إيران النووي (رويترز) - بايدن ينضم إلى سباق الديمقراطيين على البيت الأبيض (رويترز) - رئيس الصين يزور الكاميرون ويتعهد بمساعدات بنحو 100 مليون دولار (رويترز) - شافيز يحصل على سلطات ليحكم من خلال إصدار مراسيم (رويترز) - مقتل 11 شخصا في تفجير حافلة للشرطة في سريلانكا (رويترز) |     |       |      |      |
| 1 فبراير 2007 (الخميس) | عدل | تاريخ | راقب | تصفح |

| \| 12 فبراير 2007 (الإثنين) \| عدل \| تاريخ \| راقب \| تصفح \| |     |       |      |      |
| - العراق: مقتل أكثر من سبعين عراقي وجرح 150 اخرين في عدة انفجارات بسيارات مفخخة في باب شرقي والشورجة وسط بغداد (بي بي سي) - العراق: الحكم باعدام طه ياسين رمضان (بي بي سي) - الملف النووي الأيراني : الاتحاد الأوروبي يقر العقوبات الدولية ضد إيران (بي بي سي) - الشرق الأوسط:إسرائيل أجرت بنجاح يوم الاحد اختبارا لصاروخ "آرو" المضاد للصواريخ. (بي بي سي) - القدس:إسرائيل تعتزم تعليق بناء جسر قرب الأقصى (بي بي سي) |     |       |      |      |
| 12 فبراير 2007 (الإثنين) | عدل | تاريخ | راقب | تصفح |

| \| 13 فبراير 2007 (الثلاثاء) \| عدل \| تاريخ \| راقب \| تصفح \| |     |       |      |      |
| - لبنان:قتلى في انفجار في جبل لبنان. (بي بي سي) - بوتين يتهم أمريكا بتعدي حدودها. (بي بي سي) - الملف النووي الإيراني:الاتحاد الأوروبي يقر فرض عقوبات على طهران. (الجزيرة) - العراق:ردود متباينة للحكم على طه ياسين رمضان بالإعدام شنقا. (الجزيرة) - نواب عرب بالكنيست: لا سيادة لإسرائيل على قدس 67. (الجزيرة) - اليابان:الدولار يتراجع امام الين في التعاملات الصباحية في آسيا. (رويترز) - الصين:بكين تتوصل لاتفاق حول تفكيك برنامج بيونغ يانغ النووي.-(سي إن إن) |     |       |      |      |
| 13 فبراير 2007 (الثلاثاء) | عدل | تاريخ | راقب | تصفح |

| \| 14 فبراير 2007 (الأربعاء) \| عدل \| تاريخ \| راقب \| تصفح \| |     |       |      |      |
| - اكتشاف بؤرة منزلية جديدة لإنفلونزا الطيور بقرية نجريج في محافظة الغربية بمصر (الجزيرة) - العراق:العراق يميط اللثام عن الخطة الأمنية الجديدة (بي بي سي) - لبنان:توتر يشوب احياء ذكرى الحريري (بي بي سي) - إيران:مقتل 18 في انفجار سيارة ملغومة في زاهدان جنوب شرقي إيران (بي بي سي) - استعدادات لحكومة الوحدة وبوتين يلتقي عباس في عمان (الجزيرة) - الفصائل الفلسطينية تدين ملاحقة واشنطن لرمضان شلح (الجزيرة) - مجلس الأمن يبحث نشر قوات أفريقية بالصومال (الجزيرة) |     |       |      |      |
| 14 فبراير 2007 (الأربعاء) | عدل | تاريخ | راقب | تصفح |

| \| 15 فبراير 2007 (الخميس) \| عدل \| تاريخ \| راقب \| تصفح \| |     |       |      |      |
| - اليونيسيف :بريطانيا تتهم بإهمال أطفالها [ttp://news.bbc.co.uk/hi/arabic/world_news/newsid_6359000/6359907.stm (بي بي سي)] - إسبانيا : بدء محاكمة المتهمين بتفجيرات قطارات مدريد (بي بي سي) - تركيا : أولمرت في تركيا لبحث أزمات المنطقة (بي بي سي) - لاجئون عراقيون: ترحيب دولي بقرار أمريكي لاستقبال 7 آلاف لاجئ عراقي (بي بي سي) |     |       |      |      |
| 15 فبراير 2007 (الخميس) | عدل | تاريخ | راقب | تصفح |

| \| 16 فبراير 2007 (الجمعة) \| عدل \| تاريخ \| راقب \| تصفح \| |     |       |      |      |
| - إنفلونزا الطيور: حالة وفاة جديدة بإنفلونزا الطيور في مصر. (بي بي سي) - الاحتباس الحراري: مشرعون دوليون يبرمون اتفاقا لمواجهة تغير المناخ. (بي بي سي) - القدس: تركيا ستتفقد أعمال الحفر قرب الأقصى. (بي بي سي) - القاعدة: أنباء متضاربة حول إصابة أبي أيوب المصري زعيم تنظيم القاعدة في العراق. (بي بي سي) |     |       |      |      |
| 16 فبراير 2007 (الجمعة) | عدل | تاريخ | راقب | تصفح |

| \| 17 فبراير 2007 (السبت) \| عدل \| تاريخ \| راقب \| تصفح \| |     |       |      |      |
| - العراق: قتلى وجرحى في انفجارات في كركوك. (الجزيرة) - بغداد: رايس تلتقي المالكي في بغداد. (بي بي سي) - باكستان: قتلى وجرحى بانفجار أمام محكمة في باكستان. (الجزيرة) - منظمة الهجرة: العنف يهدد بنزوح مليون عراقي عام 2007.-(سي إن إن) |     |       |      |      |
| 17 فبراير 2007 (السبت) | عدل | تاريخ | راقب | تصفح |

| \| 19 فبراير 2007 (الإثنين) \| عدل \| تاريخ \| راقب \| تصفح \| |     |       |      |      |
| - العراق: مقتل أكثر من 35 في تفجيرات في العراق. (بي بي سي) - قطار الصداقة: حوالي 66 قتيلاً وعشرات الجرحى في تفجير قطار الصداقة بين الهند وباكستان. (بي بي سي) - ناسا: انطلاق صاروخ ناسا لدراسة الشفق الشمالي. (بي بي سي) - إيران: مناورات واسعة للحرس الثوري الإيراني. (بي بي سي) - الأردن: إسلاميو الأردن يختارون مسيحيا في الهيئات القيادية. (بي بي سي) |     |       |      |      |
| 19 فبراير 2007 (الإثنين) | عدل | تاريخ | راقب | تصفح |

| \| 20 فبراير 2007 (الثلاثاء) \| عدل \| تاريخ \| راقب \| تصفح \| |     |       |      |      |
| - العراق: عشرات القتلى والجرحى في سلسلة انفجارات بالعراق. (بي بي سي) - رقم قياسي: أقل من 22 أسبوعا في رحم أمها. (بي بي سي) - بريطانيا: مسرحية شيكسبير بالعربية في بريطانيا. (بي بي سي) - نيجيريا: القضاء يحكم ببقاء نائب رئيس نيجيريا في منصبه. (بي بي سي) - بريطانيا: إلقاء القبض على بريطاني يشتبه بعلاقته بالطرود الملغومة. (بي بي سي) |     |       |      |      |
| 20 فبراير 2007 (الثلاثاء) | عدل | تاريخ | راقب | تصفح |

| \| 21 فبراير 2007 (الأربعاء) \| عدل \| تاريخ \| راقب \| تصفح \| |     |       |      |      |
| - العراق: بريطانيا والدنمارك تعلنان خططا لسحب قوات من العراق. (بي بي سي) - العراق: قتلى وجرحى في انفجار سيارة مفخخة وسط النجف. (بي بي سي) - مصر، سقارة: اكتشافات جديدة في "مدينة الموتى" المصرية. (بي بي سي) - كرة قدم:التحقيق في التدافع بمباراة مانشستر يونايتد وليل. (بي بي سي) - كينيدي: شريط جديد للحظات كينيدي الأخيرة. (بي بي سي) |     |       |      |      |
| 21 فبراير 2007 (الأربعاء) | عدل | تاريخ | راقب | تصفح |

| \| 24 فبراير 2007 (السبت) \| عدل \| تاريخ \| راقب \| تصفح \| |     |       |      |      |
| - العراق: قتلى وجرحى في انفجار سيارة مفخخة في بغداد وقتلى في الرمادي. (الجزيرة) - بحوث علمية: فوز ثلاث عربيات بجائزة لوريال واليونسكو للبحوث العلمية. (الجزيرة) - دراسة طبية: تأثير التدخين في المخ كالمخدرات تماما. (الجزيرة) - روبوت: إنسان آلي "عاطفي" يتعلم من البشر. (بي بي سي) - إيطاليا: رئيس إيطاليا يطلب من رومانو برودي البقاء. (بي بي سي) - غزة: اشتباكات في خان يونس. (بي بي سي) - موريتانيا: انطلاق الحملة الانتخابية في موريتانيا. (بي بي سي) - إنجلترا: قتيل وعدة اصابات في حادث قطار بإنجلترا. (بي بي سي) |     |       |      |      |
| 24 فبراير 2007 (السبت) | عدل | تاريخ | راقب | تصفح |

| \| 28 فبراير 2007 (الأربعاء) \| عدل \| تاريخ \| راقب \| تصفح \| |     |       |      |      |
| - الضفة الغربية: مقتل 3 فلسطينيين في جنين. (بي بي سي) - العراق: 10 قتلى في انفجار سيارة ببغداد. (بي بي سي) - إنفلونزا الطيور: بؤرتان جديدتان لإنفلونزا الطيور في الكويت. (بي بي سي) - ناسا: تأخير إطلاق مكوك الفضاء أطلانطيس. (بي بي سي) - فضاء: مسبار روزيتا يحلق قريباً من المريخ. (بي بي سي) - الاتحاد الأوروبي: تصويت أوروبي على عقوبات القرصنة الفكرية. (بي بي سي) - تقرير: الأقليات بالعراق مهددة بالاختفاء. (بي بي سي) - منظمة العفو الدولية تطالب بتشديد مراقبة أدوات التعذيب. (بي بي سي) - الأردن: السلطات الأردنية تشدد الرقابة على الهجرة العراقية. (بي بي سي) - السعودية: مقتل فرنسي رابع في هجوم السعودية. (بي بي سي) |     |       |      |      |
| 28 فبراير 2007 (الأربعاء) | عدل | تاريخ | راقب | تصفح |